# Lycosa kempi
Lycosa kempi là một loài nhện trong họ Lycosidae.
Loài này thuộc chi Lycosa. Lycosa kempi được Frederick Henry Gravely miêu tả năm 1924.